# Copiapoa

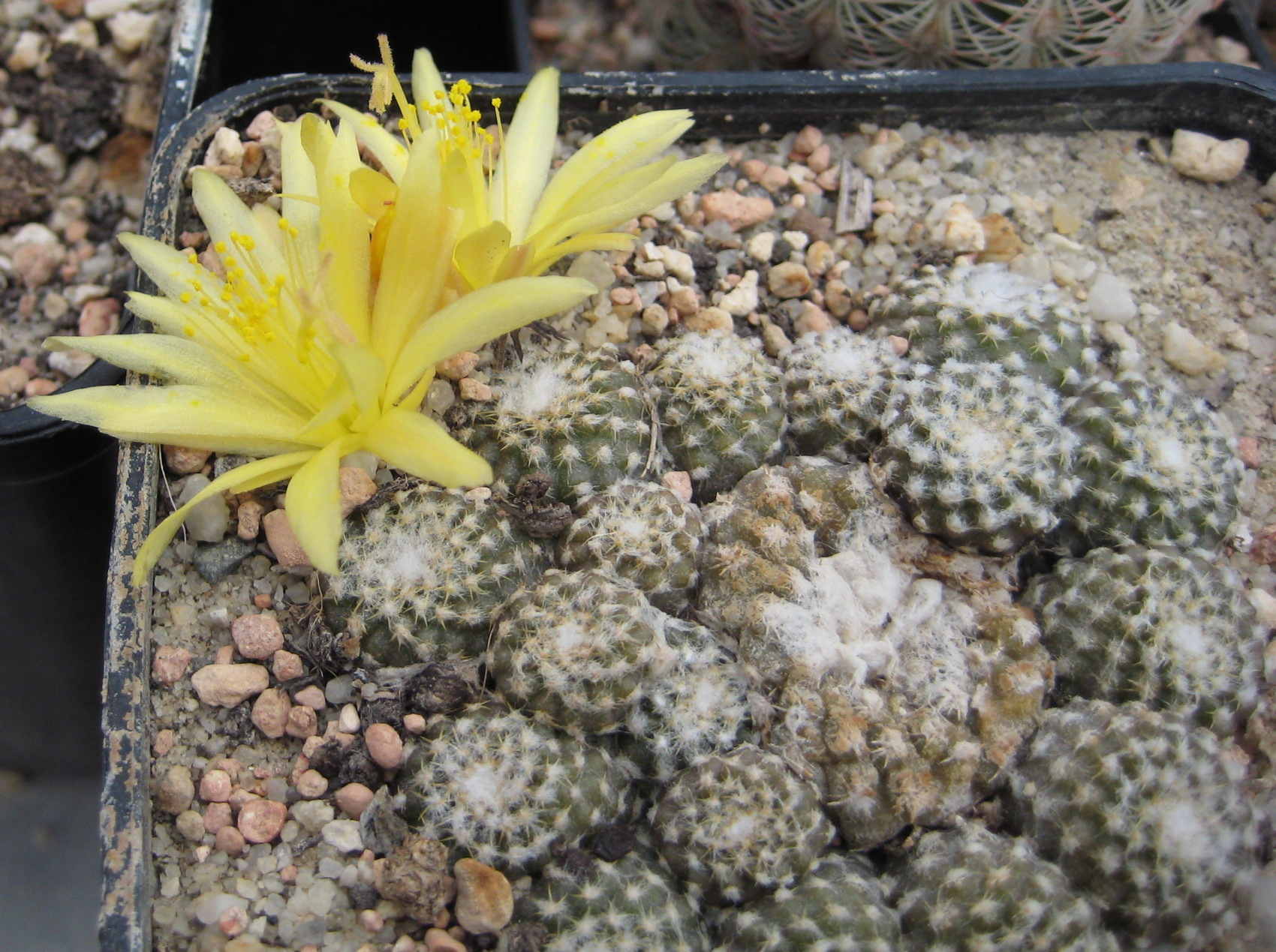
Copiapoa laui in Kultur

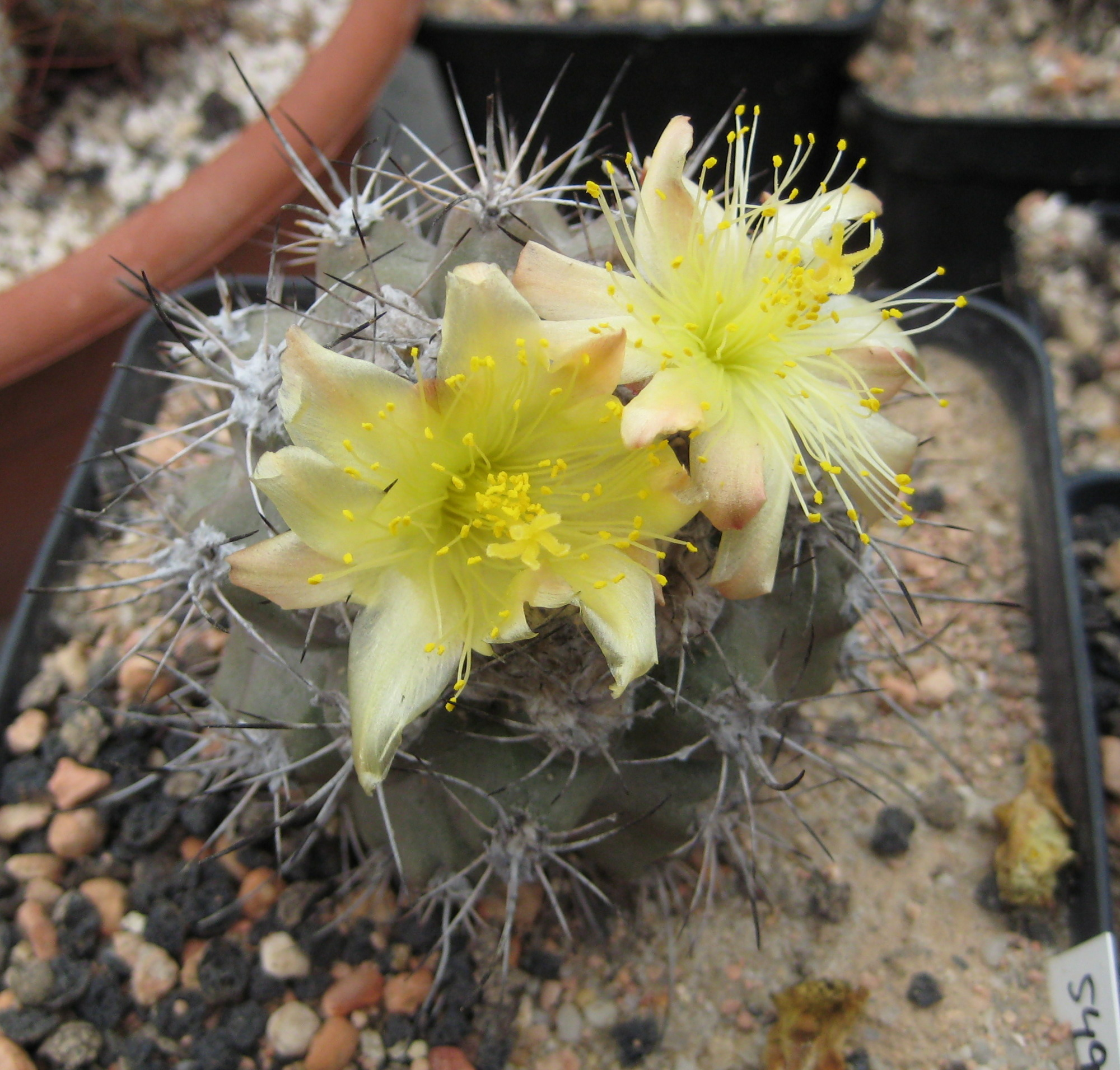
Copiapoa montana in Kultur

Copiapoa ist eine Pflanzengattung aus der Familie der Kakteengewächse (Cactaceae). Der botanische Name der Gattung leitet sich von der in der Atacamawüste gelegenen chilenischen Stadt Copiapó ab.

## Beschreibung
Die Gattung Copiapoa ist für dichte Polster aus Hunderten von großen Einzelpflanzen bekannt. Daneben gibt es auch Arten, die nur einzeln stehende Pflanzen ausbilden. Die Triebe sind kugelförmig oder verlängert-zylindrisch. Auf dem Scheitel sind die Arten meist dicht wollig behaart. Die Rippen sind deutlich ausgebildet. Die meist vorhandenen Dornen sind variabel geformt.
Die gelben Blüten erscheinen im Scheitel. Sie sind glocken- bis trichterförmig und öffnen sich tagsüber. Das kurze, kreiselförmige Perikarpell ist kahl. Die Blütenröhre ist kurz und breit.
Die kleinen, glatten Früchte  enthalten große, glänzende schwarze Samen mit einem großen Hilum.

## Systematik und Verbreitung
Die Gattung Copiapoa ist in den Küstenwüsten im Norden Chiles verbreitet.
Die Erstbeschreibung der Gattung erfolgte 1922 durch Nathaniel Lord Britton und Joseph Nelson Rose. Die Typusart der Gattung ist Copiapoa marginata.

### Systematik nach N.Korotkova et al. (2021)
Die Gattung umfasst folgenden Arten:
- Copiapoa angustiflora Helmut Walter, G.J.Charles & Mächler
- Copiapoa aphanes Mächler & Helmut Walter
- Copiapoa armata (F.Ritter) Helmut Walter & Larridon
- Copiapoa atacamensis Middled.
- Copiapoa australis (Hoxey) Helmut Walter & Larridon ≡ Copiapoa humilis subsp. australis Hoxey
- Copiapoa calderana F.Ritter
- Copiapoa cinerascens (Salm-Dyck) Britton & Rose
- Copiapoa cinerea (Phil.) Britton & Rose
  - Copiapoa cinerea subsp. cinerea
  - Copiapoa cinerea subsp. columna-alba (F.Ritter) D.R.Hunt
  - Copiapoa cinerea subsp. krainziana (F.Ritter) Slaba
- Copiapoa conglomerata (Phil.) Lembcke
- Copiapoa coquimbana (Karw. ex Rümpler) Britton & Rose
  - Copiapoa coquimbana subsp. coquimbana
  - Copiapoa coquimbana subsp. rubispina Piombetti
- Copiapoa corralensis I.Schaub & Keim
- Copiapoa dealbata F.Ritter
- Copiapoa decorticans N.P.Taylor & G.J.Charles
- Copiapoa desertorum F.Ritter
- Copiapoa echinoides (Lem. ex Salm-Dyck) Britton & Rose
- Copiapoa esmeraldana F.Ritter
- Copiapoa fiedleriana (K.Schum.) Backeb.
- Copiapoa fusca I.Schaub & Keim
- Copiapoa gigantea Backeb.
- Copiapoa grandiflora F.Ritter
- Copiapoa humilis (Phil.) Hutchison
  - Copiapoa humilis subsp. humilis
  - Copiapoa humilis subsp. matancillensis I.Schaub & Keim
  - Copiapoa humilis subsp. tenuissima (F.Ritter ex D.R.Hunt) D.R.Hunt
  - Copiapoa humilis subsp. tocopillana (F.Ritter) D.R.Hunt
  - Copiapoa humilis subsp. variispinata (F.Ritter) D.R.Hunt
- Copiapoa hypogaea F.Ritter
  - Copiapoa hypogaea subsp. cobrensis Doweld
  - Copiapoa hypogaea subsp. hypogaea
- Copiapoa laui Diers
- Copiapoa leonensis I.Schaub & Keim
- Copiapoa longispina F.Ritter
- Copiapoa longistaminea F.Ritter
  - Copiapoa longistaminea subsp. imperialis Piombetti
  - Copiapoa longistaminea subsp. longistaminea
- Copiapoa marginata (Salm-Dyck) Britton & Rose
  - Copiapoa marginata subsp. marginata
  - Copiapoa marginata subsp. robustispina Doweld
- Copiapoa megarhiza Britton & Rose
- Copiapoa mollicula F.Ritter
- Copiapoa montana F.Ritter
- Copiapoa rupestris F.Ritter
- Copiapoa ×scopa Doweld
- Copiapoa serpentisulcata F.Ritter
- Copiapoa solaris (F.Ritter) F.Ritter
- Copiapoa taltalensis (Werderm.) Looser

Ein Synonym der Gattung ist Pilocopiapoa F.Ritter (1961).

### Systematik nach E.F.Anderson/Eggli (2005)
Nach Edward F. Anderson gehören folgende Arten zur Gattung Copiapoa:
- Copiapoa ahremephiana N.P.Taylor & G.J.Charles = Copiapoa conglomerata (Phil.) Lembcke
- Copiapoa atacamensis Middled.
- Copiapoa bridgesii (Pfeiff.) Backeb. = Copiapoa echinoides (Lem. ex Salm-Dyck) Britton & Rose
- Copiapoa calderana F.Ritter
- Copiapoa cinerascens (Salm-Dyck) Britton & Rose
- Copiapoa cinerea (Phil.) Britton & Rose
- Copiapoa conglomerata (Phil.) Lembcke
- Copiapoa coquimbana (Karw. ex Rümpler) Britton & Rose
- Copiapoa dealbata F.Ritter
- Copiapoa decorticans N.P.Taylor & G.J.Charles
- Copiapoa echinoides (Lem. ex Salm-Dyck) Britton & Rose
- Copiapoa esmeraldana F.Ritter
- Copiapoa fiedleriana (K.Schum.) Backeb.
- Copiapoa gigantea Backeb.
- Copiapoa grandiflora F.Ritter
- Copiapoa humilis Hutchison
  - Copiapoa humilis subsp. humilis
  - Copiapoa humilis subsp. australis Hoxey ≡ Copiapoa australis (Hoxey) Helmut Walter & Larridon
  - Copiapoa humilis subsp. longispina (F.Ritter) Doweld
  - Copiapoa humilis subsp. tenuissima (F.Ritter ex D.R.Hunt) D.R.Hunt
  - Copiapoa humilis subsp. tocopillana (F.Ritter) D.R.Hunt
  - Copiapoa humilis subsp. varispinata (F.Ritter) D.R.Hunt
- Copiapoa hypogaea F.Ritter
- Copiapoa krainziana F.Ritter ≡ Copiapoa cinerea subsp. krainziana (F.Ritter) Slaba
- Copiapoa laui Diers
- Copiapoa longistaminea F.Ritter
- Copiapoa marginata (Salm-Dyck) Britton & Rose
- Copiapoa megarhiza Britton & Rose
- Copiapoa mollicula F.Ritter
- Copiapoa montana F.Ritter
- Copiapoa rupestris F.Ritter
- Copiapoa serpentisulcata F.Ritter
- Copiapoa solaris (F.Ritter) F.Ritter

Ein Synonym der Gattung ist Pilocopiapoa F.Ritter (1961).

## Botanische Geschichte
Die heute als Copiapoa bezeichneten Pflanzen wurden zunächst unter Echinocactus geführt. Nathaniel Lord Britton und Joseph Nelson Rose verwendeten den Namen Copiapoa erstmals im 1922 erschienenen dritten Band ihres Übersichtswerks The Cactaceae. Sie unterschieden darin sechs Copiapoa-Arten. Später wurden viele neue Arten von Friedrich Ritter erstbeschrieben. Die 1961 aufgestellte Gattung Pilocopiapoa F.Ritter wurde 1990 als Synonym zu Copiapoa gestellt. 

## Nachweise

## Weiterführende Literatur
- Graham Charles: Copiapoa. Cactus File Handbook 4, Cirio Publishing Services, Holbury 1998
- Massimo Meregalli, Carlo Doni: Il Genere Copiapoa. In: Piante Grasse. Band 11, Nr. 4, 1992
- A. E. Hoffmann: Cactáceas en la flora silvestre de Chile. Ediciones Fundación Claudio Gay, Santiago 1989
- Rudolf Schulz, Attila Kapitany: Copiapoa in their Environment. 1996, ISBN 0-646-28702-8
- N. P. Taylor: A commentary on Copiapoa. In: The Cactus and Succulent Journal of Great Britain Band 43, Nr. 2/3, S. 49–60, 1981